# Lily Jordan
Lily Jordan (Los Ángeles, California; 16 de enero de 1998) es una actriz pornográfica y modelo erótica estadounidense.

## Biografía
Nació en Los Ángeles en enero de 1998 en el seno de una familia de ascendencia boliviana, si bien se crio en la cercana ciudad de Beverly Hills. Fue expulsada de la escuela secundaria y se puso a trabajar, llegando a hacerlo en un dispensador legal de cannabis en California, en el que conoció a varias estrellas porno que la animaron a introducirse en la industria. Tras conseguir un contrato con la agencia ATMLA, debutó como actriz porno en 2016, poco después de cumplir los 18 años.
Como actriz ha trabajado para productoras como Evil Angel, Zero Tolerance, X Empire, Naughty America, AMK Empire, Elegant Angel, Twistys, Brazzers, Mile High, Hustler, Wicked, Lethal Hardcore, Girlfriends Films o Reality Kings.
En 2017 recibió su primera nominación en los Premios AVN en la categoría de Mejor escena de sexo en realidad virtual por la película Sorority Sex Party Experience. Un año más tarde recibió otras dos nominaciones en los AVN en las categorías de Mejor escena de sexo en grupo por 
Mick Blue's Best Day Ever 2 y Mejor escena de sexo en realidad virtual por  Slutty Stepsisters. También en los Premios XBIZ recibió otra a Mejor escena de sexo en realidad virtual por Spring Break 2017.
Retirada en 2018, con apariciones esporádicas hasta 2022, ha aparecido en más de 180 películas como actriz.
Algunas películas destacadas de su filmografía son After School Threesomes, Brand New Girls, Couples and Teens, Daddy Daughter Swap 2, First Kiss, Internal Love 2, My Big Black Stepbrother 2, Princess Cum 2, Reform School Girls, Super Cute 7, Three Little Sisters o Totally Lubed.

## Premios y nominaciones
| Año  | Ceremonia    | Resultado | Premio                                   | Trabajo                       |
| ---- | ------------ | --------- | ---------------------------------------- | ----------------------------- |
| 2017 | Premios AVN  | Nominada  | Mejor escena de sexo en realidad virtual | Sorority Sex Party Experience |
| 2017 | Premios AVN  | Nominada  | Premio fan: Debutante más caliente       | —                             |
| 2017 | Premios XBIZ | Nominada  | Mejor escena de sexo en realidad virtual | Sorority Sex Party Experience |
| 2018 | Premios AVN  | Nominada  | Mejor escena de sexo en grupo            | Mick Blue's Best Day Ever 2   |
| 2018 | Premios AVN  | Nominada  | Mejor escena de sexo en realidad virtual | Slutty Stepsisters            |
| 2018 | Premios XBIZ | Nominada  | Mejor escena de sexo en realidad virtual | Spring Break 2017             |